# بيكا هاميلتون
بيكا هاميلتون (بالإنجليزية: Becca Hamilton)‏ هي لاعبة كرلنغ أمريكية، ولدت في 12 يوليو 1990 في مك فارلاند في الولايات المتحدة.

## وصلات خارجية
- بيكا هاميلتون على موقع الاتحاد الدولي للكرلنغ (الإنجليزية)
- بيكا هاميلتون على موقع اللجنة الأولمبية الدولية (الإنجليزية)
- بيكا هاميلتون على موقع أوليمبيديا (الإنجليزية)
- بيكا هاميلتون على موقع اللجنة الأولمبية والبارالمبية الأمريكية (الإنجليزية)